# 若狭美浜インターチェンジ
若狭美浜インターチェンジ（わかさみはまインターチェンジ）は、福井県三方郡美浜町山上にある舞鶴若狭自動車道のインターチェンジである。建設時の仮称は美浜インターチェンジ（みはまインターチェンジ）であった。

## 道路
- E27 舞鶴若狭自動車道（14番）

## 接続する道路
- 国道27号（美浜東バイパス）

## 歴史
- 2014年（平成26年）7月20日 - 小浜IC - 敦賀JCT間開通に伴い供用開始[1][2]。

## 料金所
- ブース数：4

### 入口
- ブース数：2
  - ETC専用：1
  - ETC・一般：1

### 出口
- ブース数：2
  - ETC専用：1
  - ETC・一般/精算機：1

## 周辺
- 西日本旅客鉄道（JR西日本）小浜線 東美浜駅
- 水晶浜海水浴場

## 隣
E27 舞鶴若狭自動車道
(13)若狭三方IC - (14)若狭美浜IC - (15)敦賀南スマートIC - (3-1)敦賀JCT